# Argentan
 Argentan  es una localidad y comuna de Francia, en la región de Normandía, departamento de Orne. Es la subprefectura del distrito y chef-lieu de los cantones de Argentan-Est y Argentan-Ouest. Está integrada en la Communauté de communes du Pays d’Argentan.

## Demografía
| 5 598 | 5 618 | 6 013 | 5 457 | 5 611 | 5 772 | 5 634 | 5 673 | 5 833 | 5 638 | 5 401 | 5 725 | 5 788 | 6 300 | 6 285 | 6 247 | 6 309 | 6 291 | 6 387 | 6 870 | 6 753 | 7 129 | 7 038 | 7 204 | 6 711 | 8 339 | 12 757 | 14 558 | 16 774 | 17 327 | 16 413 | 16 596 | 14 642 |
| Para los censos de 1962 a 1999 la población legal corresponde a la población sin duplicidades (Fuente: INSEE [Consultar]) |       |       |       |       |       |       |       |       |       |       |       |       |       |       |       |       |       |       |       |       |       |       |       |       |       |        |        |        |        |        |        |        |

Su aglomeración urbana —formada por la propia Argentan y Sarceaux— tiene una población de 15 556 habitantes.